# 帕邢定律
帕邢定律（英語：Paschen's law);二电极间开始形成电弧或放电的击穿电压是气体的压力和电极距离乘积的函数，通常写成； {\displaystyle V=f(pd)}. 此处；p是气体的压力；d是电极的距离。
帕邢找到此函数的形式是 {\displaystyle V=apd/\ln(pd)+b}. 此处a和b是常数；和气体的成份有关。在标准气压下，a=
43.66;b=12.8.
帕邢定律表示二极间开始的击穿电压和气体压力及二极间距乘积的关系；实际是一条弯曲的曲线；开始时，气体压力减少，电压也随之下降；但当气压再下降时，电压又慢慢上升；一直升至比开始时的电压高2-3倍；这条击穿电压和气体压力及电极距离乘积的曲线又称帕邢曲线。帕邢定律是德国物理学家帕邢于1889年发现的；故以他的名字命名。
帕邢定律在气压很高和二电极距离很短时不能成立。